# Canopus Rocks
Canopus Rocks är en kulle i Antarktis. Den ligger i Östantarktis. Australien gör anspråk på området. Toppen på Canopus Rocks är 3 meter över havet.
Terrängen runt Canopus Rocks är huvudsakligen kuperad, men den allra närmaste omgivningen är varierad. Trakten är glest befolkad. Närmaste befolkade plats är Mawson Station, 9,3 kilometer söder om Canopus Rocks. 